# Буньоль, Рене
Рене Буньоль (фр. René Bougnol, 7 января 1911 — 20 июня 1956) — французский фехтовальщик, многократный олимпийский чемпион и чемпион мира.

## Биография
Родился в 1911 году в Монпелье. В 1930 году стал серебряным призёром Международного первенства по фехтованию в Льеже. В 1932 году принял участие в Олимпийских играх в Лос-Анджелесе, где завоевал золотую медаль в командном первенстве на рапирах, а в личном зачёте стал 8-м. В 1934 году стал серебряным призёром Международного первенства по фехтованию в Варшаве. В 1935 году стал серебряным призёром Международного первенства в Лозанне. В 1936 году на Олимпийских играх в Берлине завоевал серебряную медаль в командном первенстве на рапирах.
В 1937 году стал серебряным призёром первого официального чемпионата мира (тогда же Международная федерация фехтования задним числом признала чемпионатами мира все прошедшие ранее Международные первенства по фехтованию). В 1938 году вновь завоевал серебряную медаль чемпионата мира.
После Второй мировой войны в 1947 году стал чемпионом мира. В 1948 году на Олимпийских играх в Лондоне стал чемпионом в командном первенстве на рапирах, а в личном зачёте был 5-м. В 1949 году завоевал две серебряные медали чемпионата мира, в 1950 году повторил этот результат. В 1951 году стал обладателем двух золотых медалей чемпионата мира. В 1952 году принял участие в соревнованиях по фехтованию на шпагах на Олимпийских играх в Хельсинки, но неудачно.